# Ain't Nobody Worryin'
Ain't Nobody Worryin' è il terzo album in studio del cantante statunitense Anthony Hamilton, pubblicato nel 2005.

## Tracce
1. Where Did It Go Wrong? – 3:28
2. Southern Stuff – 3:59
3. Can't Let Go – 3:52
4. Ain't Nobody Worryin' – 3:41
5. The Truth – 4:35
6. Preacher's Daughter (featuring Tarsha' McMillian) – 5:24
7. Pass Me Over – 6:40
8. Everybody – 4:11
9. Sista Big Bones – 4:00
10. Change Your World – 4:40
11. Never Love Again – 4:39
12. I Know What Love's All About – 4:32

## Classifiche
| Classifica (2005-2006) | Posizione raggiunta |
| ---------------------- | ------------------- |
| Stati Uniti            | 19                  |